# Герб Шостки
Герб Шо́стки затверджений 19 червня 1996 року рішенням Шосткинської міської ради.

## Опис
Щит перетятий хвилеподібно сріблом і синім. У верхній частині — золота реторта, що є одночасно стилізованим зображенням цифри 6 (герб є промовистим), з покладеною на неї чорною кільцеподібною спіраллю у вигляді плівки, що намотана на чорну  бобіну у вигляді шестерні. У нижній частині — золота козацька порохівниця.
Автор — Сабінін П. К.